# 2017年高雄三民區下水道火警事故
2017年高雄三民區下水道火警事故是一起發生在2017年3月17日的下水道火警工安意外，意外地點位於臺灣高雄市三民區澄清路與覺民路十字路口上，該事故共造成一人死亡及三人受傷。

## 事件背景
高雄市政府為改善鳳山溪流域並淨化其水質，自2006年5月開始興建鳳山溪汙水處理廠，並再細分多個期程來進行汙水管的施作工程。發生事故的汙水管工程是自2014年開始推動「鳳山溪污水區第四期」的第三標工程。第三標工程自2016年9月開始動工，工程單位於鳳山區與三民區交界處陸續埋設汙水管箱涵。

## 事發經過
2017年3月17日，高雄市三民區澄清路與覺民十字路口間正在進行「鳳山溪汙水區第四期第三標工程」，施工現場共有5名包商人員正在進行污水管線埋設前的探管工程，表定開挖深度約為4.3公尺。其中有3人於路面上作業，另外2人則在下水道涵管內工作。
下午2時54分，工作人員於施工過程中意外挖破一條管線，管線開始洩露氣體，位在地面工作井外的吳姓工人表示，原本打算要停止作業，不過位在下水道內的工人說要拿塊鐵板焊住破洞，而他轉身要去拿鐵板時，下水道突然發生火警，吳姓工人與另一名在地面上的巫姓工人突然感覺背後有一股熱氣，轉身查看，發現下水道人孔冒出火焰，巫姓工人見狀立即通報警消。

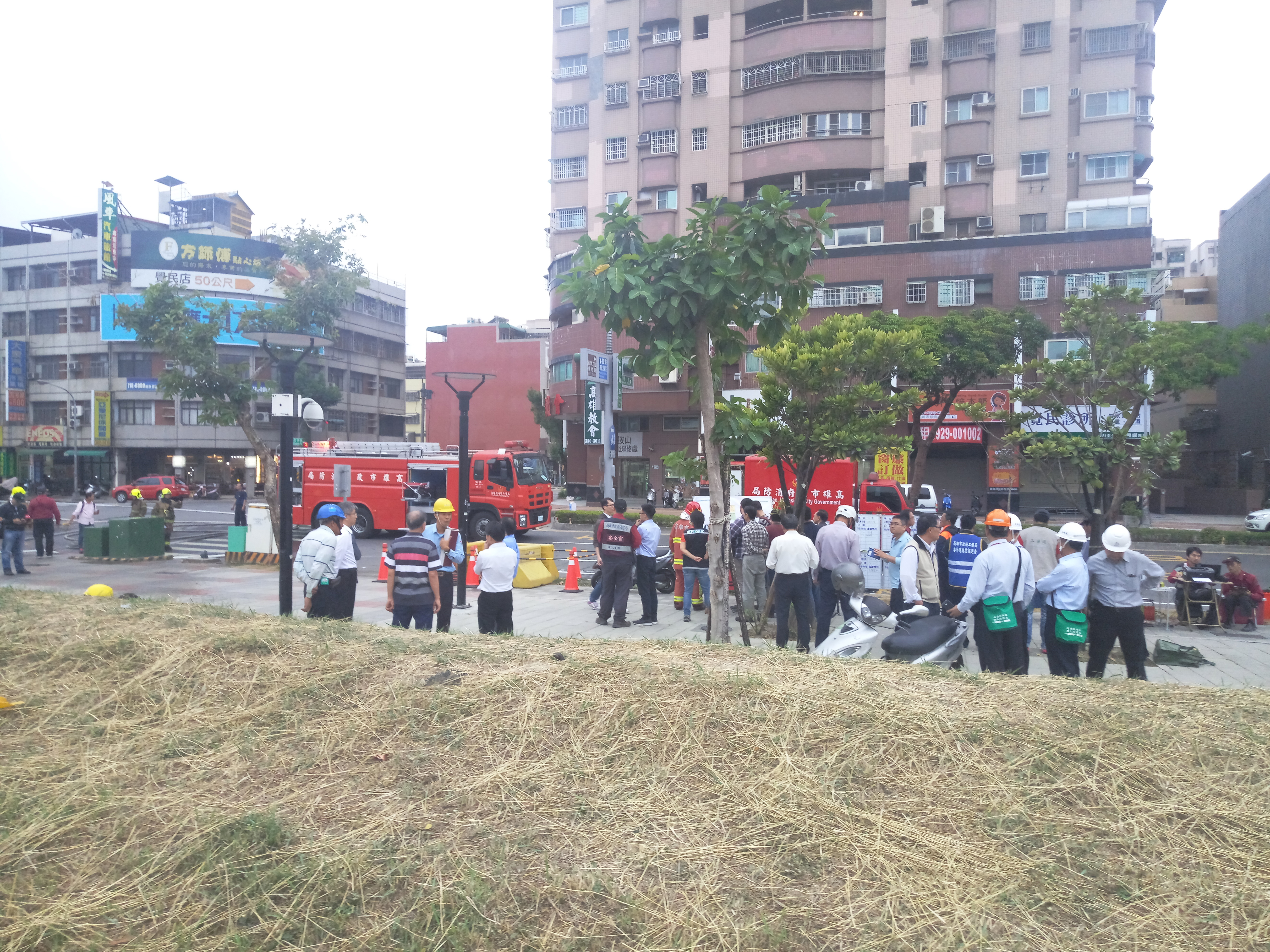
事故現場的各單位人員

下午3時，高雄市政府消防局獲報有四人受困於下水道內，立即出動9輛消防車與26名消防員前往搶救，並通報鄰近案發地點瓦斯管線的瓦斯公司和轄區警方協助交管。
警消到達案發現場後，發現工區內的人孔有大量濃煙竄出，隨即展開滅火作業。下午3時14分，消防員率先先救出鍾姓、越南籍阮姓兩名施工人員；下午3時26分再救出一名鍾姓工人，3名傷者分別送往高雄長庚醫院及國軍高雄總醫院，其中52歲的鍾工人全身29%面積的二度灼傷，30歲的鍾姓工人全身5%面積的二度灼傷，另一名越南籍工人則有吸入性嗆傷，三人送醫後均無大礙。而當時在下水道最深處地下5公尺仍有一名潘姓工人仍受困其中，因下水道內積水嚴重救援不易，消防人員只能待抽出積水後才能進入搜救。
下午4時46分，最後一名受困者潘姓工人被救出，但已失去呼吸心跳，緊急送至國軍高雄總醫院進行搶救，仍於當晚7時宣告不治，為該事件唯一罹難者。
事發後在場的警消人員初步研判，事發原因在於工人於探管作業施工過程中不慎鑽破了中油的天然氣管線，導致管線內的甲烷外洩。而所有受困於下水道的人員均救出後，管線內的甲烷仍持續外洩，因此消防人員仍保持警戒並持續灑水降低甲烷濃度，到場的高雄市政府經發局人員表示，目前仍持續維持交通管制，待中油公司派人以氮氣吹驅清除管內殘餘甲烷。

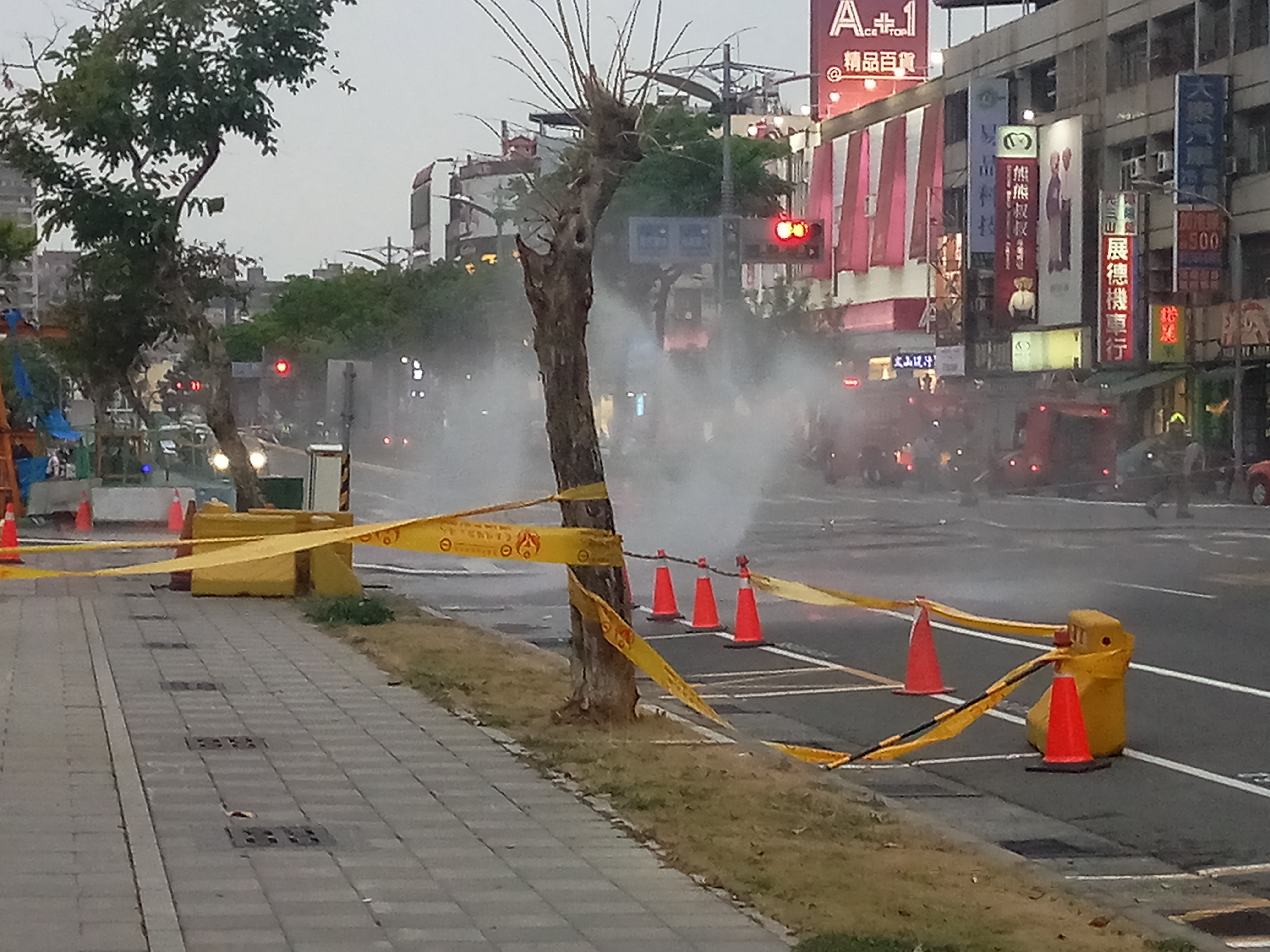
事故發生後下午5時44分，因甲烷濃度上升，消防人員擴大灑水範圍

由於遭挖破的中油天然氣管線內甲烷仍持續外洩，已流入附近水溝，高雄市經發局人員檢測後發現環境甲烷濃度已瀕臨爆炸下限，為防範引發氣爆，因此下午5時30分，警消擴大事故現場的警戒範圍，除了管制人員及車輛進出外，並持續針對發生事故的工作井進行灑水。
晚間7時，高雄市經發局經現場監測，管線破裂而外洩的甲烷濃度已降為零，但為避免再次發生意外，因此管線管理單位的臺灣中油人員仍持續在場以氮氣吹出甲烷，現場也持續進行小規模的交通管制。在場的工作人員表示暫時無法預估作業完成的時間，因此最快可能要到當日晚間10時整個清管作業才能結束。

## 事件調查
針對此次的事故，高雄市政府於3月18日對外表示，該工程是按管線圖資施作，理論上應該不會遇到管線。而高雄市地檢署檢察官於18日當天中午來到火警現場開始調查釐清外洩的管線到底是瓦斯公司的管線或是中油的天然氣管線。後續也針對高雄市政府的說法表示，市政府所有的管線圖資已有一定年代，需要重新確認。而中油公司方面則表示管線的平面座標是沒問題的，但垂直座標可能因時空變化，或是道路的鋪設厚度改變而不同。
3月19日，臺灣中油南區工程處表示，將全力協助檢方偵辦與開挖。而事故現場遭挖破的管線疑似是中油的一條口徑24吋的天然氣管線，該管線從高雄市三民區鼎金一路連結到鳳山區，管線總長達8公里，已使用27年。
3月20日，為詳細釐清破管的管線究竟是哪家公司所擁有，檢察官會同汙水管工程承包商、市政府水利局與經發局、臺灣中油及鄰近埋有瓦斯管線的欣高瓦斯管線業者來到事故現場進行開挖，開鑿4公尺深的工作井基樁，以找出管線的破損點，並將鄰近管線取樣後送驗。

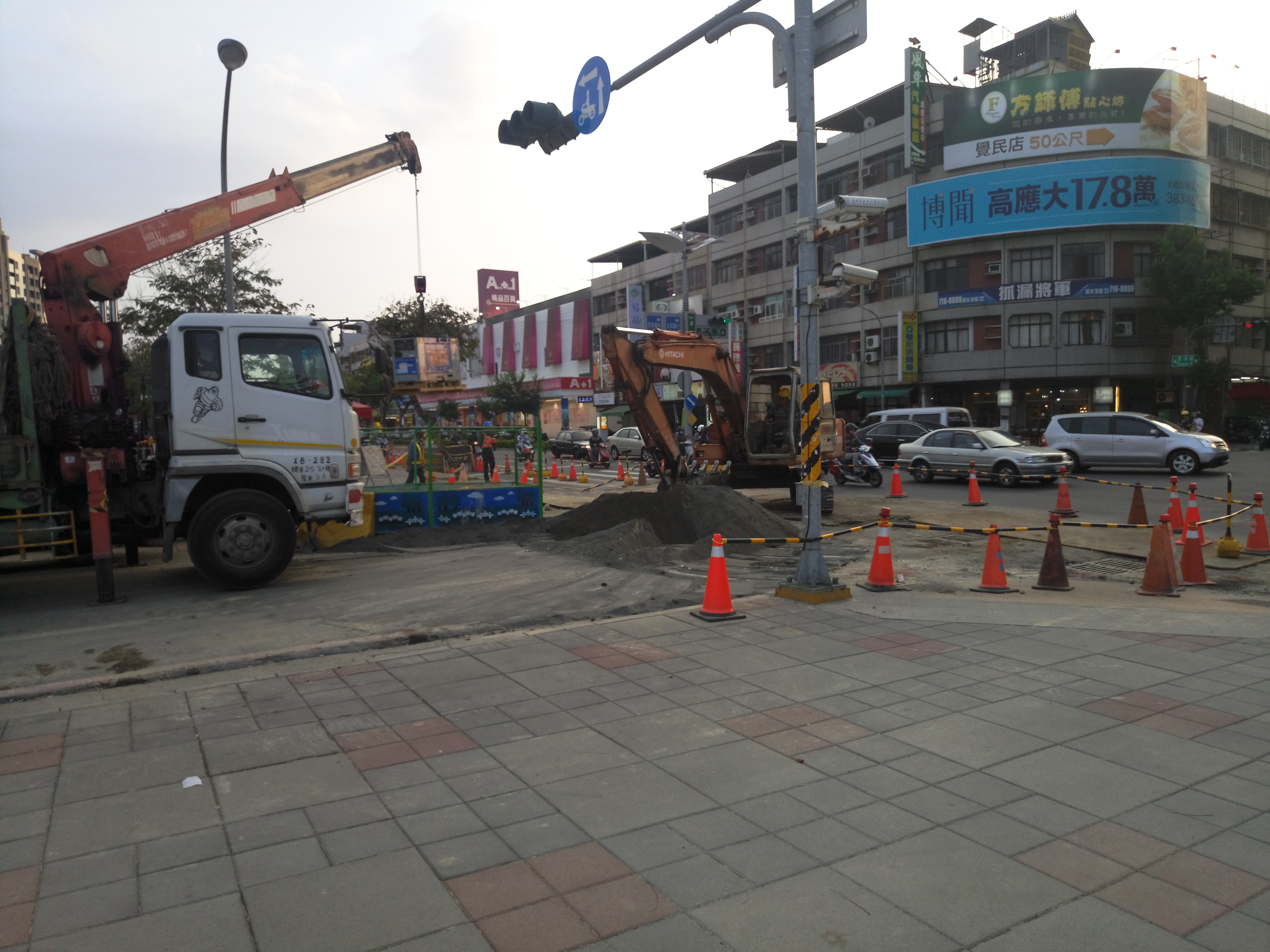
3月25日，事故發生後第7天，因破損的管線已經找到，施工單位開始進行復舊工作

3月22日，經過四天的開挖後，當天上午確認找到遭鑽破的管線，經查後確定是中油公司所有的天然氣管線。據施工單位表示，自3月19日開始，工程人員沿著下水道西側六公尺處開始沿著澄清路挖掘路面，以尋找是哪條管線破裂，開挖後發現有大量不明水源冒出，再向下深挖約3.9公尺後，發現破裂的管線，確認是中油的24吋天然氣管。
在場的檢察官表示，遭鑽破的中油天然氣管位在下水道箱涵混凝土結構板1.2公尺處，破洞的大小還需詳細測量。而工人所找到的破洞位在管線上緣，而不是在管線的下緣，若依據高雄市政府水利局握有的管線圖來看，中油的天然氣管線應該埋在路面下2.6公尺處，然而汙水管承包商進行深4.3公尺的鑽孔時，卻鑽到中油天然氣管的上緣而不是下緣，顯示該管線圖與中油實際的埋管深度有一定的落差。

## 資料來源
1. ↑  . 高雄市政府水利局.   [2017-03-25]. （原始内容存档于2019-09-04） （中文（臺灣））.
2. ↑   (PDF). 高雄市政府水利局. 2016-02-16  [2017-03-25]. （原始内容 (PDF)存档于2019-02-14） （中文（臺灣））.
3. 1 2 3 4 5  林保光. . 聯合新聞網. 2017-03-22  [2017-03-25]. （原始内容存档于2017-03-26） （中文（臺灣））.
4. 1 2  . 蘋果日報. 2017-03-17  [2017-03-25]. （原始内容存档于2017-09-24） （中文（臺灣））.
5. 1 2 3 4 5 6 7 8 9  呂素麗、柯宗緯. . 中時電子報. 2017-03-17  [2017-03-25]. （原始内容存档于2017-03-25） （中文（臺灣））.
6. 1 2  宋德威. . NowNews今日新聞. 2017-03-17  [2017-03-25]. （原始内容存档于2017-03-28） （中文（臺灣））.
7. 1 2  程啟峰. . 中央社. 2017-03-17  [2017-03-25]. （原始内容存档于2017-05-18） （中文（臺灣））.
8. 1 2 3  . 客家電視台. 2017-03-18  [2017-03-25]. （原始内容存档于2019-09-01） （中文（臺灣））.
9. ↑  . 大紀元. 2017-03-19  [2017-03-25]. （原始内容存档于2019-09-09） （中文（臺灣））.
10. ↑  李怡欣. . 大紀元. 2017-03-20  [2017-03-25]. （原始内容存档于2019-09-04） （中文（臺灣））.
11. 1 2 3 4  . TVBS. 2017-03-23  [2017-03-25]. （原始内容存档于2019-12-04） （中文（臺灣））.
12. 1 2 3 4  林保光. . 聯合新聞網. 2017-03-22  [2017-03-25]. （原始内容存档于2017-03-22） （中文（臺灣））.